# Dere adelpha
Dere adelpha är en skalbaggsart som beskrevs av Holzschuh 1995. Dere adelpha ingår i släktet Dere och familjen långhorningar. Inga underarter finns listade i Catalogue of Life.